# Принц на покрива
„Принц на покрива“ (на корейски: 옥탑방 왕세자; на английски: Rooftop Prince) е южнокорейски сериал, излъчван по SBS от 21 март до 24 май 2012 г.

## Сюжет
Сериалът разказва за престолонаследника от Чосон И Гак, който се пренася 300 години напред във времето и приема нова самоличност, за да бъде близо до жена, която прилича на покойната му съпруга.

## Актьори
- Парк Ю-чун – Принц И Гак / Йонг Те-йонг
- Хан Джи-мин – Парк-ха / Хонг Бу-йонг
- Джонг Ю-ми – Хонг Се-на / Хонг Хуа-йонг
- И Те-сунг – Йонг Те-му / Принц Мучанг
- Джунг Сук-уон – У Йонг-сул
- Че У-шик – До Чи-сан
- И Те-ри – Сонг Ман-бо
- И Мун-шик – Ю Ун-су

## В България
В България сериалът започва да се излъчва премиерно от 6 октомври 2022 г. по bTV Lady.